# Soulja Slim
Soulja Slim, pseudonimo di James Adarryl Tapp, Jr (New Orleans, 9 settembre 1977 – New Orleans, 26 novembre 2003), è stato un rapper e cantautore statunitense.
Ha avuto un moderato successo con l'etichetta discografica No Limit di Master P, ma è principalmente ricordato per il featuring nel brano Slow Motion di Juvenile, che lo portò alla vetta della classifica statunitense Billboard Hot 100.

## Biografia
James A'Darryl Tapp Jr. è nato a New Orleans il 9 settembre 1977 da James e Linda Tapp. È cresciuto nei Magnolia Projects e ha frequentato la Cohen Senior High School abbandonando gli studi in terza media. Ha iniziato a spacciare e consumare droghe come eroina e cocaina. Le sue prime registrazioni avvennero con l'etichetta discografica indipendente Parkway Pumpin gestita dal produttore KLC. Il debutto solista di Soulja Slim, Soulja Fa Lyfe, venne pubblicato nel 1994 da Parkway Pumpin e Hype Enough Records. L'album ha venduto 90 000 copie. Nel 1995 ha pubblicato l'EP di quattro canzoni The Dark Side con l'etichetta Hype Enough Records .

## Carriera

### 1997–2003: No Limit Records e Slow Motion
Nello stesso anno, la canzone "You Got It" è apparsa in una compilation per doppio CD dei No Limit Records Down South Hustlers: Bouncin and Swingin. Nel 1998, Tapp, ora chiamato Soulja Slim, pubblicò Give It 2 'Em Raw con l'etichetta No Limit Records, con il singolo e il video musicale "From What I Was Told" , oltre al singolo "Street Life". L'album ha debuttato al numero 13 della Billboard 200 e ha venduto 82 000 copie nella prima settimana . A quel tempo, Soulja Slim venne condannato per rapina a mano armata e fu incarcerato . Riapparve tre anni dopo con Streets Made Me, nuovamente rilasciato dall'etichetta No Limit. L'album presentava il successo "I Pay for It". Nel 2003 ha collaborato con il rapper di New Orleans Juvenile alla realizzazione del brano "Slow Motion". La canzone è stata pubblicata sull'album di Juvenile Juve the Great e ha raggiunto il primo posto nel Billboard Hot 100. Fu il primo successo numero uno di Soulja Slim e Juvenile. La canzone fu pubblicata dopo la morte di Soulja Slim, che divenne il sesto artista ad avere una canzone postuma classificata al primo posto.

## Morte
Tapp morì il 26 novembre 2003, dopo che un assalitore gli sparò quattro volte, tre in faccia e una nel petto, nel giardino della casa di sua madre e del patrigno, nel quartiere di Gentilly . Tapp è stato seppellito con alcuni gioielli e il vestito che indossava sulla copertina di Give It 2 'Em Raw.
Il 31 dicembre 2003, la polizia arrestò il ventiduenne Garelle Smith in relazione all'omicidio di Tapp, rinvenendo in suo possesso una pistola della polizia rubata, con un numero di serie cancellato. Un test balistico confermò che furono quei proiettili a uccidere il cantante, ma nessuno testimoniò contro il ragazzo. Nel 2008 Smith venne arrestato per altri tre omicidi e in seguito rilasciato per mancanza di prove. L'omicidio di Slim divenne quindi un caso irrisolto. Lo stesso Smith venne ucciso a colpi di arma da fuoco il 13 agosto 2011 .

## Discografia
- 1994: The Dark Side EP
- 1998: Give It 2 'Em Raw
- 2001: The Streets Made Me
- 2002: Years Later
- 2003: Years Later... A Few Months After
- 2005: Greatest Hitz